# のら猫長屋
のら猫 長屋（のらねこ ながや）は、日本の漫画家。主に成人向け漫画を執筆している。『COMICパピポ』（フランス書院）、『COMIC RIN』（茜新社）等で不定期ながら活動している。

## 作品リスト

### 単行本
1. 『隷嬢週間』 （2003年6月発売[1]、松文館〈別冊エースファイブコミックス〉、ISBN 4-7901-1088-5）
  - お日様の誘惑（COMIC銃漫 2001年Vol.2）
  - 告白な関係。（キカスマ 2002年Vol.6）
  - ワタシノツミ（キカスマ 2003年Vol.11）
  - ワタシノバツ（キカスマ 2003年Vol.13）
  - 好奇の虜 恋の奴隷（COMIC燃絵 2000年Vol.2）
  - 血の呪縛 血の絆（COMIC燃絵 2000年Vol.4）
  - 潜む猥景（COMIC銃漫 2001年 Vol.5 ）
  - それは特別な人へ（キカスマ 2002年Vol.9）
  - 祈願成就と夢心地 (ロリータコミックさくらVol.2 2000年2月）
2. 『濡色の純嬢』 （2004年4月15日発売[1]、松文館〈別冊エースファイブコミックス〉、ISBN 4-7901-1249-7）
  - 求められるもの（ガールズポップコレクションアンソロジー 恋は過激に 3号）
  - かすがい
  - 魅力の威力
  - 蒼花散らして・・（キカスマ 2002年Vol.5）
  - 告白な日常 （キカスマ 2002年Vol.7）
  - 傷跡を消す病 （COMIC燃絵 2000年Vol.3）
  - 夏の黄昏 （COMIC銃漫 2001年Vol.4）
  - 爛れの始まり (ロリータコミックさくら Vol.4 2000年6月)
3. 『オモチャたちの吐息』 （2007年10月29日発売[2]、フランス書院〈Xコミックス〉、ISBN 978-4-8296-7899-2）
  - オモチャの気持ち（COMICパピポ 2004年5月号）
  - オモチャのご機嫌（COMICパピポ 2005年3月号）
  - オモチャの夏物語（COMICパピポ 2005年9月号）
  - オモチャのメイドさん（COMICパピポ 2006年5月号）
  - オモチャのおもちゃ（COMICパピポ 2005年11月号）
  - オモチャの黒猫 Side A
  - オモチャの生活（COMICパピポ 2006年4月号）
  - そっと見守って…（COMICパピポ 2004年8月号）
  - 内緒の宿題（COMICパピポ 2004年10月号）
  - コトバノマホウ（COMICパピポ 2005年5月号）
  - 教育者 学習者（COMICパピポ 2006年2月号）
  - オモチャの黒猫 Side B
4. 『ほろあまオモチャ箱』 （2009年1月31日発売[3]、フランス書院〈Xコミックス〉、ISBN 978-4-8296-7910-4）
  - 街角の恋人（COMICパピポ 2004年3月号）
  - 些し重いモノ（COMICパピポ 2004年6月号）
  - 常世（COMICパピポ 2005年2月号）
  - 故に我在り（COMICパピポ 2004年12月号）
  - チジョウの楽園（COMIC パピポ2006年11月号）
  - ピンクの舞台（COMICパピポ 2007年8月号）
  - オモチャのスーパー合体風（COMIC パピポ2007年2月号）
  - 雨の日 梅雨空 秋の空（COMIC パピポ2005年7月号）
  - そんなお仕事（COMIC パピポ2006年6月号）
  - オモチャの改造計画（COMIC パピポ2007年1月号）
  - ゆっくり歩いて（COMICパピポ 2007年4月号）
  - オモチャの夜ふかし（COMICパピポ 2007年12月号）
5. 『こらくるオモチャニクル』 （2014年11月10日発売[4]、コアマガジン〈ホットミルクコミックス410〉、ISBN 978-4-86436-709-7）
  - オモチャのココロ（COMIC RIN 2009年3月号）
  - オモチャのおつかい（COMIC RIN 2010年9月号）
  - オモチャの欲求不満注意報（COMIC RIN 2011年5月号）
  - オモチャの国のお姫さま（COMIC RIN 2011年11月号）
  - 戌依神（COMIC RIN 2009年12 - 2010年4月号）

### 単行本未収録作品
- COMIC燃絵（松文館）
  - 朝に残る月（2000年Vol.1）
  - 隷属の優しい鎖（2001年Vol.5）
- COMIC銃漫（松文館）
  - 穏やかに心は腐り（2001年Vol.1）
  - すうぃーと^2 すたでぃ（2001年Vol.3）
- ペンギンクラブ山賊版（辰巳出版）
  - CALL ME…（2005年6月号）
- COMICパピポ（フランス書院）
  - そして、特別なコトもなく…｡ （2006年9月号）
- 漫画ばんがいち（コアマガジン）
  - 寂しい唇（2008年9月号）
  - かけ違いのカンケイ（2008年11月号）
  - キレイな言葉（2009年2月号）
  - オモチャの品質向上作戦！（2014年9月号）
  - 青色コントラクト（2014年11月号）
  - Boldness Kitten（2015年1月号）
  - オモチャの危機的状況脱出作戦！（2015年3月号）
  - オモチャのXXX （2015年7月号）
  - Honesty Ronder 1（2015年9月号）
  - Honesty Ronder 2（2015年11月号）
  - Honesty Ronder 3（2016年1月号）
  - Honesty Ronder 4（2016年3月号）
- WEB 漫画ばんがいち（コアマガジン）
  - オモチャのPudding War（Vol.5）
  - かけ違いのカンケイ（Vol.6）
- COMIC RIN（茜新社）
  - 用法･用量を守って｡（2008年11月号）[5]
  - 青色ブリーティング（2010年12月号）[6]
  - Mのジジョウ（2011年8月号）[7]
  - Yellow curiosity（2012年2月号）[8]
- COMIC 桃姫（富士見出版）
  - 試行と錯誤（2004年7月号）
  - 隣人を愛せ  (2004年10月号)
- COMIC 姫桜（富士見出版）
  - 夜勤（2005年1月号）
- クリームキッス(2)（松文館）
  - 育んで育まれて（2004年3月15日）
- 電脳武闘娘(4)（オークラ出版）
  - 刹那、煌めく闇（1998年2月28日）
- エロちゃんといっしょ（オークラ出版）
  - 薄紅は流されて（1998年4月30日）
- LIBIDO ANTHOLOGY COMIC（コンパス）
  - 想いよ届け（1998年7月15日）
- 激愛セレブ（三和出版）
  - 隣人を愛せ（2007年7月10日）

### ゲーム原画
- 『瞳裸』 （1999年10月8日、CROSSNET）[9]
- 『黒瞳皇 ～瞳裸Ⅱ～』 （2000年6月9日、CROSSNET）[10]
- 『瞳裸Ⅲ ～傀儡哀～』 （2001年3月23日、CROSSNET）[11]
- 『黒雪姫』 （2002年10月4日、すたじお実験室）[12][13]
- 『バイアス 嗤笑ける幻音が聴こえる』  （2003年6月6日、SPEED）[14]